# Karina Kay
Karina Kay (née le 8 avril 1987 en Californie aux États-Unis d'Amérique) est une actrice pornographique américaine.

## Awards
- Nomination aux AVN Awards en 2006 dans la catégorie Best Group Sex Scene pour Service Animals 21[1]
- Nomination aux AVN Awards en 2007 dans la catégorie Best Three-Way Sex Scene pour Fresh Meat 21[2]

## Filmographie partielle
- 2014 : Mother and Daughter Cocksucking Contest 4
- 2013 : Girl On Girl Fantasies 4
- 2012 : Lesbian Ass Worship 2
- 2011 : Kinzie Kenner's Playhouse: Pure Seduction
- 2010 : Crazy for Pussy 2
- 2009 : Mommy's Little Ball Buster
- 2008 : Fresh Teens 1
- 2007 : Dark Dreams
- 2006 : No Cocks Allowed 2
- 2006 : Fresh Meat 21
- 2005 : Service Animals 21
- 2005 : Girlvana 1
- 2005 : The 4 Finger Club 22